# Game over

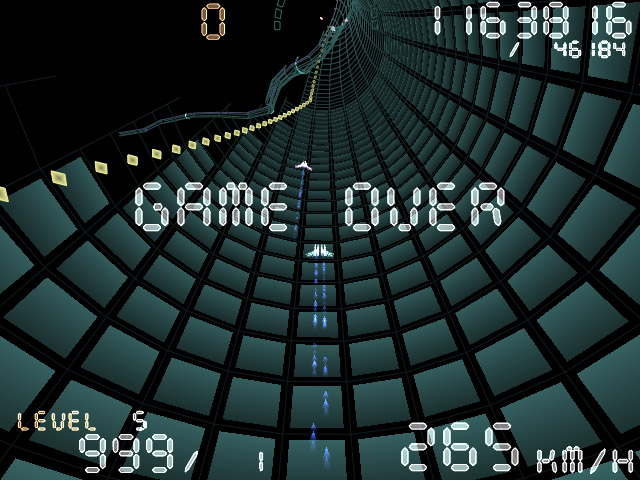
Екран «Game over» із гри Torus Trooper

«Game over» (з англ. Гру закінчено) — повідомлення у відеоіграх, яке інформує гравця про те, що сеанс гри закінчився, як правило, через те, що гравець досяг умов програшу. Також іноді з'являється після успішного завершення сеансу, особливо в іграх, призначених для ігрових автоматів, після того, як гравець вичерпає запас нових викликів у грі. Фраза стала квазі-сленговою, зазвичай описуючи подію, яка спричинить значну шкоду, каліцтво, нещастя чи навіть смерть людини. Проте від початку XXI століття вона значною мірою вийшла з моди на користь необмежених життів і нескінченних контрольних точок із автозбереженнями, хоча й залишається в аркадах, оскільки вони вимагають доплат.

## Історія
Фразу використовували ще в 1950 році в таких пристроях, як електромеханічні пінбольні автомати, які висвітлювали фразу за допомогою лампочки. До появи домашніх консолей і персональних комп'ютерів переважною платформою для ігор були аркади, які, щоб грати, вимагали від користувачів вносити жетон або монету в аркадний ігровий автомат. У більшості ранніх аркадних відеоігор гра закінчувалася, коли закінчувався відлік таймера. Пізніше фраза «game over» була популярною завдяки грі Space Invaders (1978), яка припинялася, коли гравця вбили вороги (або пострілом, або вороги досягли гравця), де гравець мав скінченну кількість життів.
У золоту добу аркадних відеоігор гравцям зазвичай давали скінченну кількість життів (або спроб) для проходження гри, вичерпання яких зазвичай призводило до появи повідомлення «Game over», що вказує на закінчення гри. Потім могло з'явитися питання «Play Again?» (Грати знову?) і підказка з проханням вставити додаткові жетони, щоб запобігти завершенню гри та натомість дозволити гравцеві продовжити прогрес. У деяких аркадних іграх повідомлення блимало у режимі очікування, доки гравець вставить жетон; на цьому етапі повідомлення зміниться на кількість вставлених жетонів і «Press 1 or 2 player start» (Натисніть, почати для 1 чи 2 гравців" тощо.
Оскільки ці ігри було перенесено на домашні консолі, екран «Game over» та питання «Continue?» (Продовжити?) залишилися, але часто для продовження гри потрібно було лише натиснути кнопку; оскільки на той час індустрія відеоігор переорієнтувалася з аркад на домашні ігри, наявність такого екрана вже не була критичною, оскільки це не приносило фінансової вигоди. Однак, концепція «Game over» залишилася в іграх: гравець, який не досяг мети гри, бачив (можливо, неодноразово) такий екран і мусив почати з початку всю гру, певний її рівень або повертався до попереднього збереженого стану.

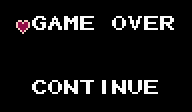
Скриншот із Kamen no Ninja Akakage, після втрати всіх життів

У деяких іграх гравцям, у яких більше немає життів, пропонують продовжити або вибрати в меню «Game over». Наприклад, у грі Kamen no Ninja Akakage, яку 1988 року випустила Toei для Famicom, виводиться «Game over» і «Continue», з яких гравець має курсором вибрати потрібний варіант.
З розвитком згаданої вище функції збереження (доповненої менш популярною системою паролів, яку зараз вважають архаїчною)[джерело?], повідомлення «Game over» стало менш поширеним, оскільки гравці отримали змогу відроджуватись у попередньому стані гри, збереженому в пам'яті через те, що гравець навмисно зберіг гру або досягнув контрольної точки (де гра зберігається автоматично). Багато сучасних ігор технічно не «закінчуються», поки не будуть пройдені, і хоча екрани «Game over» залишено в багатьох із них у тій чи іншій формі, рідко вони означають примусове повернення до початку гри, і лише трохи частіше — суттєву втрату прогресу. Найпоширенішим винятком із цього правила є роуґ-подібні ігри, в яких перманентна смерть часто є основним елементом жанру.

## Варіації
Існує багато варіацій повідомлення «Game over». Наприклад, у Little King's Story після смерті персонажа з'являється повідомлення «LIFE OVER» («ЖИТТЯ ЗАВЕРШЕНО»). У Nights into Dreams і Nights: Journey of Dreams з'являється «NIGHT OVER» («НІЧ ЗАВЕРШИЛАСЯ»). В Antarctic Adventure і Sonic the Hedgehog використано фразу «TIME OVER» («ЧАС ВИЙШОВ»). На екранах закінчення гри можуть виводитися зовсім інші повідомлення, наприклад «YOU ARE DEAD» («ТИ МЕРТВИЙ») у Resident Evil, God of War і Left 4 Dead, «YOU DIED» («ТИ ПОМЕР») у Dark Souls, Cuphead і Minecraft (хоча Minecraft використовує «Game over» в разі смерті в хардкорному режимі), в Klonoa та Luigi's Mansion можна побачити «GOOD NIGHT» («На добраніч!»). У грі для Nintendo 3DS 2020 року The Queen TV-Game 2, щоб спародіювати розчарування гравця, використано лайку. В аркадній грі Missile Command 1980 року після перемоги виводиться повідомлення «The End» («Кінець»). Інші варіанти: «THE WITCH HUNTS ARE OVER» («ПОЛЮВАННЯ НА ВІДЬМ ЗАВЕРШЕНО») в серії Bayonetta, «YOU WERE SLAIN» («ТЕБЕ ВБИЛИ») у Terraria та «DRIVER DOWN» («ВОДІЙ УПАВ») у Hill Climb Racing.
У деяких іграх виводяться докладні повідомлення про втрати, які стосуються рівня, місії, режиму гри чи ситуації. Наприклад, у Plants vs. Zombies у діалоговому вікні в кінці міні-гри Zombiquarium виводиться повідомлення «All your pet zombies have perished!» («Усі ваші домашні зомбі загинули!»).

## Поза відеоігорами

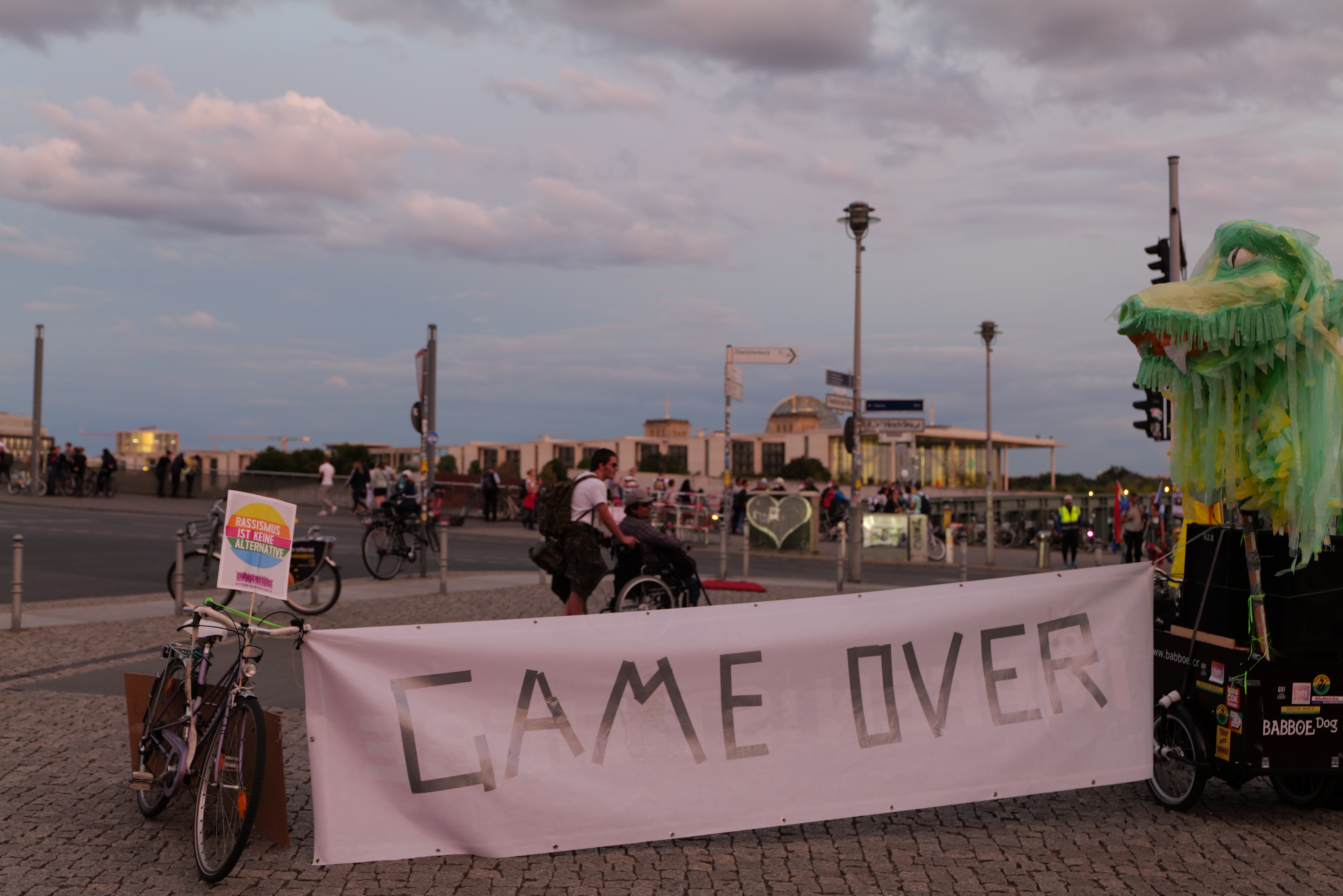
Плакат «Game over» на антифашистському протесті в Берліні (2020 рік)

Фразу іноді використовують для позначення кінця суперечки або процесу в реальному житті. У січні 2011 року протестувальники та учасники заворушень у кількох країнах Північної Африки та Близького Сходу використовували на банерах гасло «Game over», щоб виразити свої антиурядові настрої.
«Game over» також іноді використовуть як фраза для визнання поразки, наприклад, у фільмі «Чужі», де один із головних героїв, рядовий Вільям Гадсон (Білл Пекстон), кричить: «Game over, man. Game over!» після знищення десантного корабля, який мав врятувати його та його експедицію. Використання Пекстоном цієї фрази включено у скороченій формі в ігрову адаптацію Чужого 3 від SNES, хоча персонаж Гадсона й не з'явився у фільмі. Цитату «Game Over» чути після використання останнього м'яча у віртуальній адаптації Aliens від Zen Studios. Фрази «game over» не було в сценарії «Чужих», її використав Пекстон.
Фразу також неодноразово використано в серії фільмів «Пила» через схильність антагоніста називати пастки, які він створює, «іграми».
Також цю фразу використано в деяких книгах-іграх. Кожна книга із серії Nintendo Adventure Book має лише один хороший кінець, а всі погані закінчує фраза «Game Over».